# Nitocrella nana
Nitocrella nana är en kräftdjursart som beskrevs av Günther Sterba 1973. Nitocrella nana ingår i släktet Nitocrella och familjen Ameiridae. Inga underarter finns listade i Catalogue of Life.